# メリク・テムル
メリク・テムル（中国語: 明里鉄木児 / 滅里鉄木児 / 明里鉄木而 / 滅里鉄木而, ラテン文字転写: Melig-Temür、生年不詳 - 大徳11年5月2日（1307年6月2日））は、モンゴル帝国の皇族。『集史』などのペルシア語史料ではマリク・ティームール（ペルシア語: ملك تيمور, ラテン文字転写: Malik Tīmūr）と記される。モンゴル高原の北西部に勢力を持ち、20年以上にわたってカイドゥ陣営の対元の最前線で戦い続けた。

## 生涯
アリクブケの次男。帝位継承戦争に敗れた父がその兄の世祖クビライに降伏して大カアン位を放棄した後、至元3年（1266年）に病没すると、祖父のトルイのウルス（所領）であるモンゴル高原のうち、アリクブケが与えられていた北西部の一帯を長兄のヨブクルら兄弟とともに継承した。アリクブケの妃の実家であるオイラト部のいた地域（現在のトゥヴァ共和国）に地理的に近いため、オイラトがメリク・テムル兄弟と連合していたとみられ、アリクブケ家が没落したといえども高原北西部から南シベリアの森林地帯にかけて隠然たる実力を持っていた。
世祖が嫡子の一人のノムガンを北平王に封じてモンゴル高原に駐留させると、メリク・テムルもこれに従った。至元13年（1276年）、チャガタイ家の混乱に乗じてノムガンがチャガタイ家の本拠地イリ川渓谷に進駐していたとき、軍中にいたメリク・テムルは長兄のヨブクルと共にモンケの庶子のシリギの陰謀に加わり、反乱を起こしてノムガンとその補佐役である右丞相アントンを捕らえた（シリギの乱）。シリギらは、世祖に対して反抗的な立場をとっていたオゴデイ家のカイドゥに接近してアントンを引き渡し、西方諸王族の支援を受けてモンゴル高原の制圧を目指したが、統一的な動きが取れないうちに世祖が送り込んだ左丞相バヤンの軍に各個撃破され、シリギも捕らえられた。反乱軍は崩壊し、反乱者は次々に世祖に投降したが、首謀者の一角であったために処罰を恐れたメリク・テムル兄弟は、自分たちのウルスを率いてカイドゥの傘下に入った。至元27年（1290年）にカイドゥが元に侵攻した際にはメリク・テムルもヨブクルと共に従軍し、ヤクドゥの輜重を掠奪している。
大徳元年（1297年）、ヨブクルが元に投降した。さらに大徳5年（1301年）にカイドゥが没すると、チャガタイ家のドゥアが台頭してカイドゥの庶長子のチャパルに反旗を翻し、カイドゥが率いていた連合勢力は瓦解の危機を迎えた。大徳7年（1303年）にはメリク・テムルとチャパルの連名で元に対して停戦を呼びかけている。大徳10年（1306年）、アルタイ山脈に駐屯するメリク・テムルの軍が対カイドゥの司令官であった懐寧王カイシャンの急襲を受け、遂にメリク・テムルはイルティシュ川流域で元に降伏した（イルティシュ河の戦い）。
メリク・テムルは世祖の孫にあたる安西王アナンダに伴われて元の冬の都大都に向かったが、翌大徳11年（1307年）正月、オルジェイトゥ・カアン（成宗テムル）が崩御した。オルジェイトゥ・カアンの皇后ブルガンは自己の権勢を保つため、オルジェイトゥ・カアンの従兄弟であるアナンダを大都に迎え入れてカアンに据える計画を巡らした。しかし、アナンダとメリク・テムルが大都に到着したとき、オルジェイトゥ・カアンの甥のアユルバルワダを推す一派によるクーデターが起こり、メリク・テムルはアナンダ、ブルガンと共に捕らえられた。モンゴル高原でオゴデイ家と戦っていたアユルバルワダの兄のカイシャンが即位のために夏の都上都に到着すると、メリク・テムルはアナンダのカアン位簒奪に協力した罪により、アナンダと共に処刑された。
メリク・テムルの死後もアリクブケ家は存続し勢力を保ち続けたが、クビライ家が政権を保持している間は政治的に浮上することはなかった。メリク・テムルの曾孫のアルパ・ケウンは1335年にフレグ家が断絶すると、イルハン朝の君主となった。

## ノコル一覧
『集史』「クビライ・カアン紀」の第三部は事実上の「アリクブケ伝」となっているが、そこには『集史』編纂当時アリクブケ家の総領であったメリク・テムルのノコル（御家人）一覧が記されている。
| 名前                                                                                            | 部族       | 出自                     | 役職ほか                     |
| ----------------------------------------------------------------------------------------------- | ---------- | ------------------------ | ---------------------------- |
| ジャウトゥ（ペルシア語: جاوتو, ラテン文字転写: jāūtū）                                          | スルドス   | スンジャク・ノヤンの子   | 左翼万人隊長、ケシク長の一人 |
| キプチャク（ペルシア語: قبچاق, ラテン文字転写: qibchāq）                                        | コンゴタン | ココチュの子             | 右翼万人隊長、ジャクルチ     |
| アラカ（ペルシア語: الاقا, ラテン文字転写: ālāqā）                                              | コンゴタン | ジルケ・バアトルの子     | コンゴタンの千人隊長         |
| ジャンギ・キュレゲン（ペルシア語: جانگقی کورگان, ラテン文字転写: jāngqī kūrgān）                | ジャライル | ウカイの後継者           | ジャライルの千人隊長         |
| ケレイテイ（ペルシア語: کریدای, ラテン文字転写: kerīdāī）                                       | スルドス   |                          | ビチクチの長                 |
| ケフテイ（ペルシア語: کهتی, ラテン文字転写: kehteī）                                            | スルドス   | メリク・テムルの乳兄弟   |                              |
| カダカ（ペルシア語: قدقه, ラテン文字転写: qadaqa）                                              | メルキト   |                          | ブケウルの長                 |
| サクタイ（ペルシア語: ساقتی, ラテン文字転写: sāqtaī）                                           | コンゴタン |                          | ケシク長の一人               |
| スゲ（ペルシア語: سوکه, ラテン文字転写: sūka）                                                  | コンゴタン |                          | ケシク長の一人               |
| バブカ（ペルシア語: بابوقه, ラテン文字転写: bābūqa）                                            | （タタル） | クトゥク・ノヤンの子     | 千人隊長                     |
| エセン・テムル・バウルチ（ペルシア語: ایسان تیمور باورچی, ラテン文字転写: yīsān tīmūr bāūrchī） |            | ノヤン・バウルチの子     |                              |
| ベステイ・ノヤン（ペルシア語: بیسوتای نویان, ラテン文字転写: bīsūtāī nūyān）                    |            |                          | オルドのアミール             |
| アリクブケ・ノヤン（ペルシア語: اریغ بوکا نویان, ラテン文字転写: ārīgh būkā nūyān）             | ナイマン   |                          |                              |
| ジャウルダル（ペルシア語: جاولدار, ラテン文字転写: jāūldār）                                    | アルラト   | ブルグチの子             | ヤルグチ                     |
| エブゲン（ペルシア語: ابوگان, ラテン文字転写: ābūgān）                                          | ジャライル | ボグラの子               | ヤルグチ                     |
| トガン・アクタチ（ペルシア語: توقان اختاچی, ラテン文字転写: tūqān ākhtāchī）                    | ベスト     | ジェベの一族             | アクタチ(厩官)               |
| トグリル（ペルシア語: طغرل, ラテン文字転写: ṭughuril）                                          | スルドス   | トゥルタクの子           |                              |
| カンダカイ・ヘザネチ（ペルシア語: قندقای خزینه چی, ラテン文字転写: qandaqāī khezanechī）        | カラキタイ | ウヤルの子のアタカイの子 |                              |
| アビシュカ・スクルチ（ペルシア語: ابیشقا شکورچی, ラテン文字転写: ābīshqā shukūrchī）            | コルラウト |                          | スクルチ                     |
| メリキ・エルケチ（ペルシア語: ملک ایرکچی, ラテン文字転写: melik īrkchī）                        | タジク     |                          |                              |

この一覧から、アリクブケ及びメリク・テムルの所領ではスルドスとコンゴタンの2部族が重要な位置を占めていたと考えられている。
コンゴタンはモンゴル帝国成立以前から代々シャーマンを務める特殊な一族であること、スルドスはチンギス・カン家の人間が葬られるブダ・ウンドゥル一帯を遊牧地とすること、などからメリク・テムルのウルスはチンギス・カン家の祭祀を務める特殊な性格を有していたと考えられている。メリク・テムルのウルスがチンギス・カン家の祭祀を務めていたのは、メリク・テムルがチンギス・カンのオッチギン（末子、トルイ）のオッチギン（アリクブケ）のオッチギンであるという出自が関係していると考えられている。

## アリクブケ王家
- アリクブケ大王（Ariq Buke >阿里不哥/ālǐbúgē, اریغ بوکا/Arīq būkā）
  - 威定王ヨブクル（Yobuqur >薬木忽児/yàomùhūěr, یوبوقور/Yūbūqūr）
  - メリク・テムル（Melik temür >明里帖木児/mínglǐ tiēmùér, ملک تیمور/Melik tīmūr）
    - ミンガン（Mingγan >منگقان/Mingqān）
      - ソセ（Söse >سوسه/Sūsa）
        - アルパ・ケウン（Arpa Ku'ün >ارپا كاون/Arpā Kāūn）

  - ナイラク・ブカ大王（Nairaqu buqa >乃剌忽不花/nǎiláhū búhuā, نایرو بوقا/Nāīrū būqā）